# Schochenbach (Breg)
Der Schochenbach ist ein weniger als zwei Kilometer langer Bach des Schwarzwaldes im Gebiet der Stadt Furtwangen im Schwarzwald im Schwarzwald-Baar-Kreis im südwestlichen Baden-Württemberg, der beim Wohnplatz Untere Steinhalde der Stadt von rechts und zuletzt Osten in die obere Breg mündet.

## Geographie

### Verlauf
Der Schochenbach entsteht beim Furtwangener Siedlungsplatz Raben an der Rabenstraße (Hotel Goldener Raben) auf etwa 1020 m ü. NHN und fließt zwischen Wäldern an den Hängen anfangs durch Nasswiesen und auch danach meist in einer Wiesenflur etwa das erste Drittel seines Laufes nordwärts und nimmt dabei vier kürzere Zuflüsse von der Seite auf, von denen nur der mit etwa 0,3 km längste ein eigenes kleines Nebental ausgebildet hat. Dann vereint er sich nahe an einem einzeln stehenden Speditionshof mit seinem linken und nordwestlichen Oberlauf, der etwa 0,6 km lang ist und in der Nähe des Zinkens Ladstatt der Gemeinde Gütenbach im Wald entspringt, und kehrt sich auf östlichen Lauf. Im ebenfalls waldgerahmten Untertal liegen einige Häuser näher am Lauf, nach denen die Waldgrenze den Hang hinaufwandert. Zuletzt mündet der Schochenbach beim Wohnplatz Untere Steinhalde von Furtwangen auf etwa 1020 m ü. NHN von rechts und Westen in die obere Breg.
Der Schochenbach mündet nach 1,8 km langem Lauf mit mittleren Sohlgefälle von etwa 79 ‰ ungefähr 140 Höhenmeter unter seinem Ursprung.

### Einzugsgebiet
Der Schochenbach entwässert ein etwa 1,3 km² großes Gebiet mit etwa Dreieckskontur, das naturräumlich gesehen zum Unterraum Südöstlicher Schwarzwald des Schwarzwaldes gehört und überwiegend bewaldet ist, ausgenommen nur die auf längster Strecke nur schmale offene Flur des Tales und einen Höhenstreifen bei Ladstatt entlang der westlichen Wasserscheide, wo Wiesen liegen. Der mit wenig über 1100 m ü. NHN höchste Punkt liegt an der Nordwestspitze nahe am Ursprung des linken Oberlaufs.
Diese hydrologisch bedeutendste Wasserscheide im Westen ist ein Abschnitt der Europäischen Hauptwasserscheide zwischen Breg, Donau und Schwarzem Meer diesseits und Kilpenbach bzw. Teichbach und weiter Wilder Gutach, Elz und Nordsee jenseits. Der Abfluss hinter der nordnordöstlichen Wasserscheide erreicht über ähnlich kleine Bäche wie der Schochenbach etwas oberhalb die Breg, der hinter der südsüdöstlichen wenig abwärts teils über wenig längere und die Hintere Breg ebenfalls die Breg. 
Den Untergrund bildet der Paragneis des südlichen Schwarzwaldes; einige Ganggesteinzüge darin aus Granitporphyr streichen meist nordnordöstlich.
Das Gebiet liegt, kleine Zwickel an der großen Wasserscheide im Westen ausgenommen, hinter welcher das Gebiet der Gemeinde Gütenbach beginnt, ganz in der zentralen Stadtgemarkung von Furtwangen.

## Natur und Schutzgebiete
Das Einzugsgebiet liegt ganz im  Naturpark Südschwarzwald und fast ganz im Wasserschutzgebiet „Katzensteig Furtwangen“. Der Bach ist bis zum Beginn seines Ostlaufs und später auf einem Abschnitt noch einmal recht naturnah, ebenso Teile von Zuläufen. Sein Quellgebiet bei Taben liegt in weiten Nasswiesen, solche folgend auch später wieder seinem Lauf. Über den Häusern am mittleren Ostlauf liegen beiderseits an der Waldgrenze am Mittelhang Flügelginster-Magerrasen-Flächen.

## Klima
Es herrschen kalte schneereiche Winter (bis −27 °C und bis 2,5 m Schneehöhe, gemessen 2006) und warme sonnige Sommer (bis +36 °C, gemessen 1996) vor.

## Besiedlung
Das Schochenbach genannte Seitental des Katzensteig genannten Obertalabschnitts der Breg ist ein Wohnplatz von Furtwangen mit lockerer Besiedlung. Der Gebäudebestand umfasst fünf Häuser beziehungsweise Gehöfte und einige Schuppen. Bewohnt wird es von etwa 30 Einwohnern.

### LUBW
Amtliche Online-Gewässerkarte mit passendem Ausschnitt und den hier benutzten Layern: Lauf und Einzugsgebiet des Schochenbachs

Allgemeiner Einstieg ohne Voreinstellungen und Layer: Daten- und Kartendienst der Landesanstalt für Umwelt Baden-Württemberg (LUBW) (Hinweise)
1. 1 2 3  Höhe nach dem Höhenlinienbild auf dem Hintergrundlayer Topographische Karte.
2. ↑  Länge nach dem Layer Gewässernetz (AWGN).
3. ↑  Einzugsgebiet nach dem Layer Basiseinzugsgebiet (AWGN).
4. 1 2  Länge abgemessen auf dem Hintergrundlayer Topographische Karte.
5. ↑  Schutzgebiete nach den einschlägigen Layern, Natur teilweise nach dem Layer Biotop.

### Andere Belege
1. ↑  Heinz Fischer, Hans-Jürgen Klink: Geographische Landesaufnahme: Die naturräumlichen Einheiten auf Blatt 177 Offenburg. Bundesanstalt für Landeskunde, Bad Godesberg 1967. → Online-Karte (PDF; 4,0 MB)
2. ↑  Geologie nach den Layern zu Geologische Karte 1:50.000 auf: Mapserver des Landesamtes für Geologie, Rohstoffe und Bergbau (LGRB) (Hinweise)